# Leptaulax castilloae
Leptaulax castilloae là một loài bọ cánh cứng trong họ Passalidae. Loài này được Kon, Johki & Araya miêu tả khoa học năm 2005.